# Kemikalieinspektionen
Kemikalieinspektionen är en statlig myndighet under Klimat- och näringslivsdepartementet. I Kemikalieinspektionens uppgifter ingår bland annat kontroll av företag som tillverkar eller importerar kemiska produkter, att pröva ansökningar om godkännande av bekämpningsmedel och att föra register över kemiska produkter. Då miljölagarna inom EU är harmoniserade sker Kemikalieinspektionens arbete till stor del inom ramen för EU-samarbetet.
Kemikalieinspektionen är förvaltningsmyndighet för ärenden om hälso- och miljörisker med:
- kemiska produkter,
- biotekniska organismer och
- varor som på grund av sitt innehåll eller behandling har sådana egenskaper att de behöver regleras som kemiska produkter eller biotekniska organismer[2]

Kemikalieinspektionen ansvarar också för att samordna uppföljning, utvärdering och rapportering i fråga om miljökvalitetsmålet Giftfri miljö.
Vid Kemikalieinspektionen finns två rådgivande organ:
- Insynsrådet med högst tio ledamöter.[4]
- Toxikologiska rådet.[5]

Kemikalieinspektionen har även bildat ett näringslivsråd som syftar till att representanter från näringslivet och Kemikalieinspektionen ska få möjlighet till dialog på strategisk nivå om frågor inom myndighetens ansvarsområde. Tidigare fanns också rådet för Reach-frågor med en ordförande och högst 13 andra ledamöter.
Kemikalieinspektionen bildades 1986, då den tog över tidigare Produktkontrollnämndens (PKN) uppgifter.

## Kemikalieinspektionens författningssamling
Kemikalieinspektionen har utgivit förordningar, föreskrifter och allmänna råd. 

### Generaldirektörer
- Kerstin Niblaeus 1986–1995
- Gunnar Bengtsson 1995–2001
- Ethel Forsberg 2001–2010
- Nina Cromnier 2010–2019
- Agneta Westerberg (tf) 2019–2019
- Per Ängquist 2019–